# ۶۸۳ (میلادی)
۶۸۳ (میلادی) ششصد و هشتاد و سومین سال تقویم میلادی است.

## درگذشتگان
- یزید: دومین خلیفه از خلفای اموی.
- عقبه بن نافع فرماندار عرب، زاده ۶۲۲.
- ۲۸ ژوئن: لئون دوم، کشیش ایتالیایی (ز. ۶۱۱)